# Университет на Торонто
Университетът на Торонто (на английски: University of Toronto) е основан през 1827 г. Той е сред най-старите университети в Канада.
Има няколко кампуса в града. Основният се намира в центъра на града, в близост до сградата на Законодателния съвет на Онтарио, а други 2 кампуса са разположени в покрайнините на града. В университета учат над 70 000 студента в 16 факултета. Освен това университетът управлява университетски болници и редица изследователски институции.

## Личности
- Лестър Пиърсън, министър-председател на Канада и носител на Нобеловата награда за мир от 1957 г.
- Джон Кенет Гълбрайт, известен икономист и водещ защитник на съвременния американски либерализъм
- Фредерик Бантинг, носител на Нобелова награда за физиология или медицина и първият, който използва инсулин за лечение на хора.
- Жули Пайет, астронавт на CSA и Генерал-губернатор на Канада
- Роберта Бондар, астронавт на CSA и първата жена от Канада в космоса